# The Hoosiers
The Hoosiers este o formație de muzică pop rock din Bracknell, Berkshire. Membrii formației sunt Irwin Sparkes (solist, chitară principală), Sam Swallow (clape, voce de fundal) și Alfonso Sharland (percuție).
Primul lor single, „Worried About Ray”, a ajuns pe locul al cincilea în UK Singles Chart în iulie 2007. În octombrie 2007, ei și-au lansat albumul de debut, intitulat The Trick to Life, care a atins prima poziție în clasamentul britanic al albumelor. Piesa Goodbye Mr. A de pe acesta face parte din coloana sonoră a jocului FIFA 08 și din trailerul filmului Juno. Al doilea album, The Illusion of Safety, a fost lansat pe 16 august 2010 și a intrat în top 10 albume. Single-ul „Choices” a fost lansat pe 1 august 2010 și a intrat în UK Top 20.
Al treilea album, The News from Nowhere, a fost lansat pe 14 aprilie 2014.

## Legături externe
- Site oficial
- The Hoosiers pe MySpace
- The Hoosiers pe Twitter